# Al-Majd al-Jīlī
Ne doit pas être confondu avec ‘Abd al-Karīm b. Ibrāhīm al-Jīlī.
Al-Majd al-Jīlī ou Majd ad-Dīn ʿAbd al-Razzāq al-Jīlī est un philosophe et un logicien perse.
Il a été l'élève, à la madrasa nizamyia de Nishapur, d'al-Naysaburi (mort en 1152), qui fut lui-même disciple du philosophe et théologien Al-Ghazâlî,.
Il est connu pour avoir été le maître de philosophie de Fakhr ad-Dîn ar-Râzî. Les deux hommes se sont rencontrés à Ray près de Téhéran. Ar-Razi l'a accompagné à Maragha pour continuer à suivre ses leçons. Il a appris de lui la théologie dialectique (kalâm) et la philosophie. C'est sans doute à al-Jīlī que Fakhr ad-Dīn doit sa connaissance de la pensée d'Avicenne.
Mais il a formé aussi Suhrawardī (mort en 1191).
On sait peu de choses de l'œuvre d'Al-Jīlī, sinon qu'il est l'auteur d'un livre de logique, Al-Lāmi fi l-shakl al-rabi.